# Arco Lufiliano

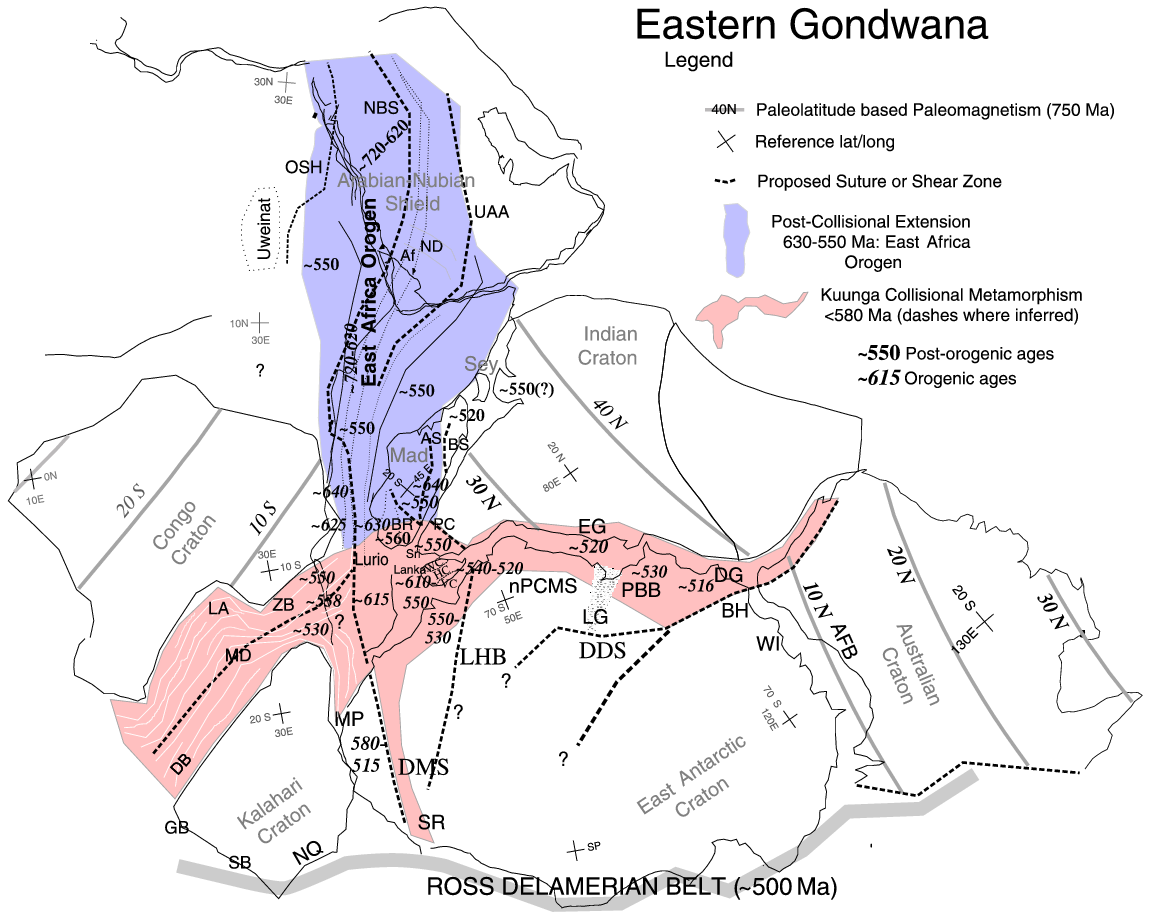
La parte orientale della Gondwana, con l'Africa meridionale sulla sinistra. L'arco Lufiliano è marcato con "LA" e si trova nella zona ombreggiata in rosa nella parte inferiore della mappa, tra il cratone del Congo e il cratone del Kalahari. L'arco è delimitato a sudest dalla cesura di Mwembeshi, marcata con "MD". (Cliccando sull'immagine, l'ingrandimento rende meglio leggibili le didascalie).

L'arco Lufiliano ( o cintura Lufiliana) fa parte del sistema di cinture orogenetiche dell'Africa meridionale che si sono formate durante l'orogenesi Pan-Africana, che rappresentò uno degli stadi che portarono alla formazione del supercontinente Gondwana.
L'arco ha una lunghezza di circa 800 km e si estende attraverso la parte orientale dell'Angola, la Provincia del Katanga nella parte meridionale della Repubblica Democratica del Congo, e la parte nordovest dello Zambia.
L'arco riveste una notevole importanza economica per i suoi vasti giacimenti di rame e cobalto.

## Evoluzione
I sedimenti risalenti al Neoproterozoico del Supergruppo del Katanga si posano su di un basamento del Paleoproterozoico o del Mesoproterozoico.
 
Il basamento inferiore è costituito da graniti, gneiss e scisti formatisi durante l'orogenesi eburniana, cioè all'incirca tra 2200 e 2000 milioni di anni fa.

Il basamento superiore si estende al di sotto dell'arco nello Zambia ed è costituito prevalentemente da scisti, quarzite e scisti di quarzo-muscovite. L'orogenesi del Kibara ha deformato e metamorfizzato il basamento superiore tra 1350 e 1100 milioni di anni fa.
I sedimenti del supergruppo del Katanga hanno uno spessore che va da 5 a 10 Km.
Il rifting tra il cratone del Congo e il cratone del Kalahari avvenuto attorno a 880 milioni di anni fa diede luogo all'apertura di due bacini, il rift Roan e il rift Nguba, che accolsero entrambi i sedimenti. Il movimento di estensione fu rimpiazzato da una compressione quando i due cratoni iniziarono a muoversi uno verso l'altro, all'inizio dell'orogenesi Pan-Africana. Il sollevamento compressivo che avanzava da sud depositò detriti olistostromici nel bacino di avampaese di Fungurume, a nord dell'arco. La deformazione dell'avampaese avvenne dopo che i sedimenti olistostromici si erano litificati.
La crosta si è accorciata di circa 150 km tra 590 e 512 milioni di anni fa, durante l'orogenesi Pan-Africana. La compressione causò la deformazione delle rocce sedimentarie del supergruppo del Katanga che portò alla formazione di una cintura orogenetica di colline causate da pieghe e sovrascorrimenti, che diede origine all'arco Lufiliano.

L'inversione tettonica provocò il sollevamento dei depositi dai livelli più profondi. L'orogenesi sollevò e piegò gli strati del Roan che contenevano depositi di rame e cobalto, esposti successivamente in seguito ai fenomeni di erosione. Questi depositi sono ora accessibili in molte aree attraverso le miniere a cielo aperto, come le miniere di Kambove nel Katanga.